# Altmannshofen
Altmannshofen ist ein Ortsteil der Gemeinde Aichstetten im baden-württembergischen Landkreis Ravensburg.

## Geschichte

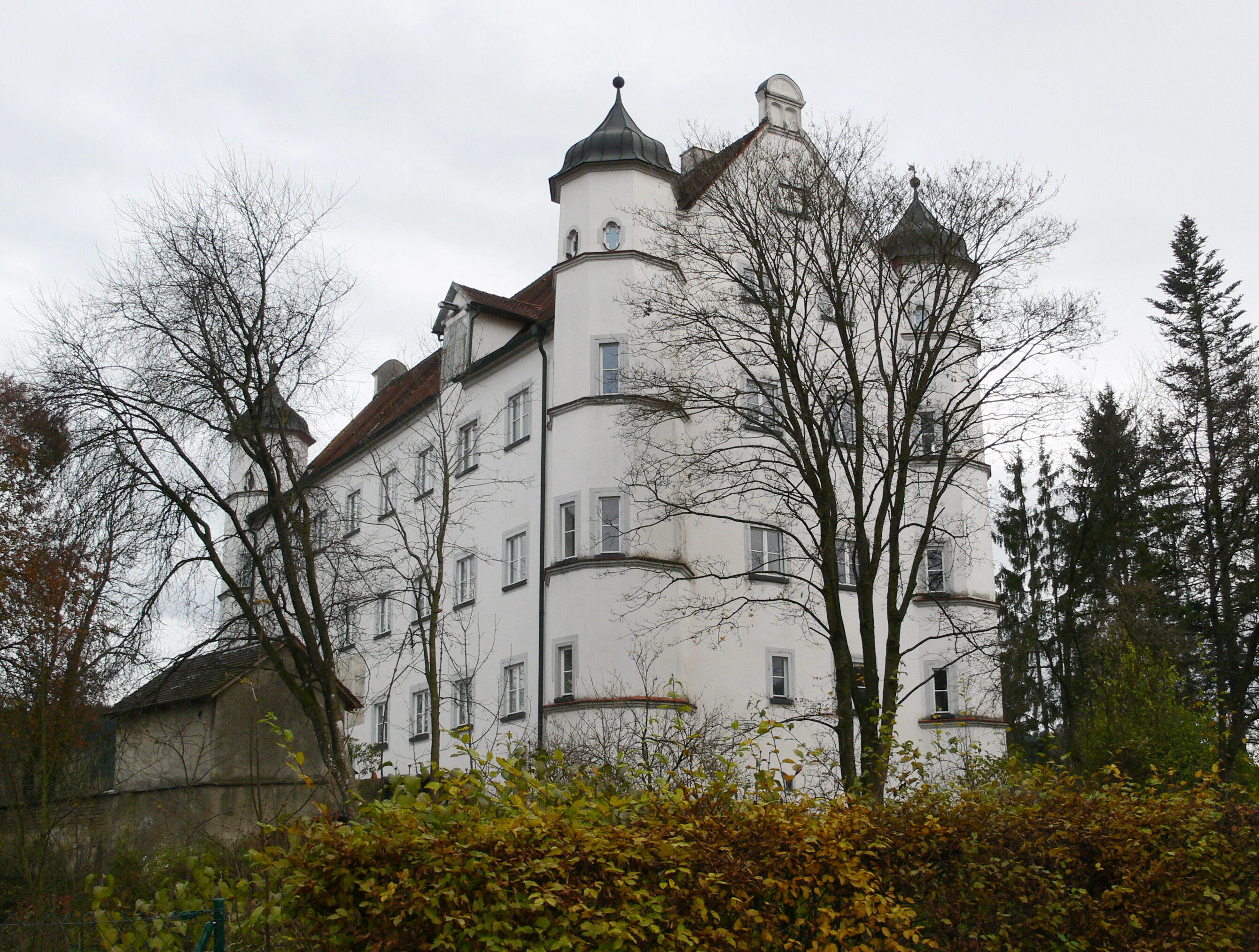
Schloss Altmannshofen

In einer Urkunde Kaiser Karl V. vom 17. November 1525 erhielt Georg III. Truchsess von Waldburg-Zeil für seine Verdienste im Bauernkrieg die Herrschaft Zeil als Reichs-Mannlehen. Darin war die hohe Gerichtsbarkeit über die damalige Ritterherrschaft Altmannshofen inbegriffen.
Durch Altmannshofen fließt die Eschach. In der Ortsmitte leicht erhöht befindet sich das Schloss Altmannshofen, welches in der ersten Hälfte des 17. Jahrhunderts errichtet wurde. Ungefähr einen Kilometer nördlich des Ortszentrums, auf dem Zeiler Schotterfeld, liegt der 715 m ü. NHN hohe Blutsberg. Dort stand die Burg Blutsberg, von der noch Wall, Graben und Randversteilungen enthalten sind.
Im Jahre 1806 kam die Gemeinde zum Königreich Württemberg, dort in die Schultheißerei Zeil-Zeil und war ab 1820 eine Gemeinde im Königlich Fürstlichen Amt Waldburg-Zeil und Trauchburg. Das Königl. Fürstl. Amt Waldburg-Zeil und Trauchburg war Bestandteil des Oberamts Leutkirch. Am 1. Juli 1971 wurde Altmannshofen durch die landesweite Gemeindereform nach Aichstetten eingemeindet. Im Jahre 1973 ging der aus den Oberämtern Leutkirch und Wangen 1934 entstandene Landkreis Wangen in den Landkreis Ravensburg über.
Der Ort liegt an der Bundesautobahn 96 von Lindau nach München. An der Anschlussstelle Aichstetten, die auf der Gemarkung des Teilorts Altmannshofen liegt, ist ein Autohof eingerichtet. Dort befindet sich auch ein Mineralöllager, das zur strategischen Ölreserve der Bundesrepublik Deutschland gehört.
Die Kirche von Altmannshofen ist dem heiligen Vitus geweiht. Die kirchliche Gemeinde gehört zum Dekanat Allgäu-Oberschwaben in der Diözese Rottenburg-Stuttgart.

## Wappen
| Wappen Ortsteils Altmannshofen . | Blasonierung: „In Silber (Weiß) ein roter Hirschkopf, das rechte Obereck von Blau und Silber (Weiß) gerautet.“ |
| Wappen Ortsteils Altmannshofen . | |